# Megaloniquídeos
Megaloniquídeos (Megalonychidae) é uma família  de preguiças incluindo o gênero extinto Megalonyx e o gênero vivente Choloepus.  Os megaloniquídeos apareceram no início do Oligoceno, há cerca de 35 milhões de anos, no sul da Argentina (Patagônia) e se dispersaram até as Antilhas no início do Mioceno. Esta família alcançou a América do Norte por meio de dispersão oceânica, há cerca de 9 milhões de anos, antes da formação do istmo do Panamá. algumas linhagens aumentaram em tamanho. As espécies primitivas eram pequenas e provavelmente eram arborícolas, enquanto que no Plioceno (entre 5 e 2 milhões de anos atrás) havia espécies com a metade do tamanho de Megalonyx jeffersonii do Pleistoceno. Algumas espécies das Antilhas eram pequenas como um gato grande, e essas formas anãs são resultado de processos adaptativos nos ambientes insulares
Os megaloniquídeos foram extintos da América do Norte e do Sul no fim doPleistoceno, e das Antilhas há cerca de 7 mil anos, restando apenas o gênero Choloepus atualmente.

## Espécies
Família dos megaloniquídeosGervais, 1855
| - Subfamília Megalonychinae - Gênero †Diabolotherium - Gênero †Megalonychops (incertae sedis) - Gênero †Meizonyx (incertae sedis) - Gênero †Pliometanastes - Gênero †Sinclairia (incertae sedis) - Gênero †Valgipes (incertae sedis) - Tribo †Megalonychini - Gênero †Imagocnus - Subtribo †Megalonychina - Infratribo †Megalonychi - Gênero †Protomegalonyx - Gênero †Megalonyx - Infratribo †Megalocni - Gênero †Megalocnus - Gênero †Neomesocnus - Subtribo †Mesocnina - Gênero †Neocnus - Gênero †Parocnus - Tribo Choloepodini - Subtribo †Acratocnina - Gênero †Miocnus - Gênero †Acratocnus - Gênero †Synocnus - Subtribo Choloepodina – Preguiças-de-dois-dedos - Gênero Choloepus | - Subfamília †Ortotheriinae - Gênero †Proschisomotherium - Gênero †Eucholoeops - Gênero †Pseudortotherium - Gênero †Megalonychotherium - Gênero †Paranabradys - Gênero †Pliomorphus - Gênero †Torcellia - Gênero †Ortotherium - Gênero †Menilaus - Gênero †Diodomus - Gênero †Habanocnus - Gênero †Paulocnus |